# Histiodroma fascipennis
Histiodroma fascipennis är en tvåvingeart som beskrevs av James 1943. Histiodroma fascipennis ingår i släktet Histiodroma och familjen vapenflugor. Inga underarter finns listade i Catalogue of Life.